# Siplingerkopf
Der Siplingerkopf ist ein 1746 m ü. NHN hoher Berg in den Allgäuer Alpen. Bekannt ist der felsige Nagelfluhberg wegen seiner schönen Wände, die mit steil aufgestellten Nagelfluhtafeln nach Osten hinabziehen. Nördlich des Siplingerkopfs liegt die Siplinger Alpe mit schönen Weideflächen.

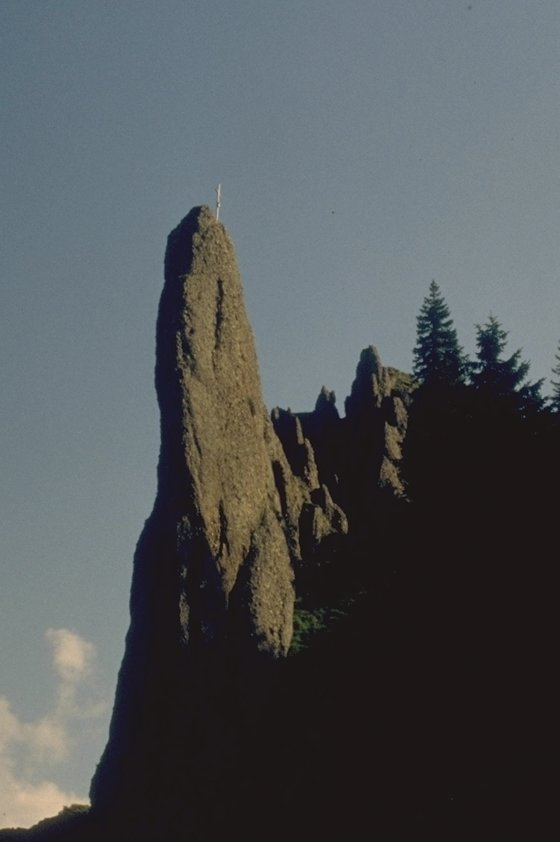
Siplingernadel von Westen

Auf den Siplingerkopf führen markierte Wege. Er kann entweder von Süden aus dem Gebiet von Balderschwang oder von Norden aus dem Tal von Gunzesried vorbei an der Siplingernadel erreicht werden. Die eindrucksvolle, talseitig etwa 40 m hohe Siplingernadel, die sich nordöstlich unterhalb des Gipfels befindet, wird gelegentlich bestiegen (IV).